# Johan Lindgren
Johan Lindgren (Falun, 13 augustus 1986) is een Zweeds wielrenner. 

## Belangrijkste overwinningen
2003
- Zweeds kampioen tijdrijden, Junioren
- Zweeds kampioen korte afstand, Junioren

2004
- Zweeds kampioen op de weg, Junioren
- Zweeds kampioen estafette, Elite (met Johan Landström en Anders Montelius)

2005
- Zweeds kampioen ploegentijdrit, Elite (met Viktor Renäng en Marcus Juneholt)

2010
- 4e etappe Olympia's Tour
- 2e etappe Univest Grand Prix

2011
- 3e etappe Ronde van Noorwegen